# 柯尼希斯费尔德 (梅克伦堡-前波美拉尼亚州)
柯尼希斯费尔德（德語：Königsfeld）是德国梅克伦堡-前波美拉尼亚州的市镇，隶属于西北梅克伦堡县。总面积为32.74平方千米，截至2023年12月31日总人口为959人。